# トラントエカラント
トラント・エ・カラント(Trente et Quarante)またはトラントカラント (Trente, Quarante) とはトランプゲームの名で、カジノゲームの一種である。「ルージュエノアール」とも呼ばれる。フランス、イタリア、モナコで人気がある。

## 基本ルール
このゲームはトランプを使って行われる。
ディーラーが普通6組（この数はカジノによって異なる）のカードをよくシャッフルし、サボという特別のボックスに入れる。その中からディーラーは1枚ずつカードを取り出し、参加者に見えるよう表向きでそのカードを置く。テーブルには、ルーレットのものに似通った、何が出るかを賭けるラインがある。ディーラーは、カードの合計点数が30を超えるまで、ラインの黒のそばに（黒に賭けるところがある）並べていく。
参加者の賭け方は、ラインの点数が31に近いかどうか、また、「赤」か「黒」に賭けられる。

## 点数の数え方
絵札は10点、それ以外のカードは表記されたランクと同じ点数である。Aは1点と数える。例えば、Kと4の合計は14点である。

## ローカルルール
カジノによっては、サレンダー（降伏）やアンプリゾン（もう1度チャンスを与えること）などがある。